# Пол Леонард-Морґан
Пол Леонард-Морґан (англ. Paul Leonard-Morgan; нар. 1974, Шотландія) — шотландський композитор, особливо відомий своїми творами для телебачення та кіно. Він отримав шотландську премію BAFTA за фільм «Роздуми про походження ананаса» (2000), який став його першою роботою до саундтреку до фільму.

## Біографія

### Раннє життя
Мати Леонарда-Морґана була вчителькою музики. У дитинстві він навчився грати на фортепіано, скрипці та диктофоні. Навчався в Королівській шотландській академії музики й драми, яку закінчив у 1995 році зі ступенем бакалавра музикознавства.

### Кар'єра
Перший альбом Леонарда-Морґана, Filmtales, вийшов у 2007 році. У 2006—2011 роках він написав музику до шпигунської драми від BBC «Привиди». 2007 року він працював над документальним фільмом «Джоан Роулінг: Рік з життя», створивши музичний супровід до фільму, в якому авторка працювала над книгою «Гаррі Поттер і смертельні реліквії».
У 2008 році він був обраний Олімпійським комітетом США для написання нового гімну Олімпійської збірної США. Того ж року він також написав музику до телесеріалу Ніла Олівера «Історія Шотландії». 2009 року його партитуру виконав Шотландський симфонічний оркестр Бі-Бі-Сі.
У 2011 році Леонард-Морґан написав саундтрек до науково-фантастичного трилера «Області темряви», а також музику до телесеріалу, знятого за мотивами фільму. У 2012 році він написав музику до науково-фантастичного фільму «Суддя Дредд», за який увійшов до шорт-листа премії World Soundtrack Public Choice Award 2013 року. Також у 2012 році Леонард-Морґан написав музику для черги на атракціон Test Track в Епкоті.
Вперше Леонард-Морґан взяв участь у створенні саундтреків до відеоігор, написавши матеріал для Battlefield Hardline, яка вийшла в березні 2015 року. У травні 2016 року вийшов трейлер гри Warhammer 40,000: Dawn of War III, в якому прозвучала його композиція; гра вийшла у 2017 році з саундтреком Леонарда-Морґана.
Леонард-Морґан став співавтором музики до відеогри Cyberpunk 2077. В інтерв'ю журналу Headliner Magazine про створення музики та саундтреку до гри він сказав: «Писати похмуру музику відносно легко. Писати похмуру музику так, як ніхто раніше не писав, трохи складніше».

## Нагороди
- Шотландська премія BAFTA — найкраща композиція або оригінальний звуковий дизайн за фільм «Роздуми про походження ананаса» (2000)[20]
- Номінація на премію BAFTA за фільм «Занепалі» (2004)
- Номінація на премію Ivor Novello Awards за фільм «Занепалі» (2004)
- Номінація на премію World Soundtrack Awards — Відкриття року за фільм «Області темряви» (2011)[21]
- Номінація на премію «Еммі» в прайм-тайм за видатну музичну композицію до серіалу (оригінальна драматична партитура), за серіал «Області темряви» (2016)[22]

## Вибрана дискографія

### Кіно
| Рік  | Назва                                           | Режисер                          | Студія                   |
| ---- | ----------------------------------------------- | -------------------------------- | ------------------------ |
| 2007 | «Попкорн»                                       | Даррен Пол Фішер                 | Moviehouse Entertainment |
| 2011 | «Області темряви»                               | Ніл Берґер                       | Relativity Media         |
| 2012 | «Суддя Дредд»                                   | Піт Тревіз                       | Lionsgate                |
| 2013 | «Станція шифрування»                            | Каспер Барфод                    | Image Entertainment      |
| 2013 | «Прогулянка з динозаврами»                      | Ніл Найтинґейл Беррі Кук         | 20th Century Fox         |
| 2014 | «Легендарне»                                    | Ерік Стайлз                      |                          |
| 2016 | «Невігласи в космосі»                           | Макс Кестнер                     | One Filmverleih          |
| 2016 | «Сторона Б: Портретна фотографія Ельзи Дорфман» | Еррол Морріс                     |                          |
| 2017 | «Випадковий анархіст»                           | Джон Арчер, Клара Ґлінн          | TVF International        |
| 2018 | «Американська Дарма»                            | Еррол Морріс                     | Utopia                   |
| 2019 | «Людина майбутнього»                            | Нобл Джонс                       | Bleecker Street          |
| 2019 | «Останній подих»                                | Річард да Коста, Алекс Паркінсон |                          |
| 2021 | «Бестселер»                                     | Ліна Росслер                     |                          |
| 2022 | «Джіджі та Нейт»                                | Нік Гемм                         |                          |

### Телебачення
| Рік        | Назва                  | Студія         | Примітки                                                    |
| ---------- | ---------------------- | -------------- | ----------------------------------------------------------- |
| 2004–2005  | «Короткий зміст»       | ITV            | У співпраці з Джоном Е. Кіном                               |
| 2006       | «Галапагос»            | BBC Two        | Телевізійний документальний серіал                          |
| 2006–2011  | «Привиди»              | BBC One        |                                                             |
| 2008       | «Історія Шотландії»    | BBC One        | Телевізійний документальний серіал                          |
| 2012       | «Як виростити планету» | BBC Two        | Телевізійний документальний серіал                          |
| 2012       | «Сокіл»                | Sky Atlantic   | Телевізійний мінісеріал                                     |
| 2012–2016  | «Убивця»               | BBC Two        | Телевізійний мінісеріал                                     |
| 2015–2016  | «Області темряви»      | CBS            |                                                             |
| 2017       | «Вормвуд»              | Netflix        | Телевізійний докудраматичний мінісеріал                     |
| 2017       | «Династія»             | The CW         | Музична тема написана спільно з Біллом Конті та Троєм Никою |
| 2016–т. ч. | «Велика подорож»       | Amazon Studios |                                                             |
| 2020       | «Оповідки з кільця»    | Amazon Studios | У співавторстві з Філіпом Ґлассом                           |
| 2020       | «Кубло»                | BBC One        |                                                             |

### Відеоігри
| Рік  | Назва                             | Студія              | Примітки                                     |
| ---- | --------------------------------- | ------------------- | -------------------------------------------- |
| 2015 | Battlefield Hardline              | Visceral Games      |                                              |
| 2017 | Warhammer 40,000: Dawn of War III | Relic Entertainment |                                              |
| 2020 | Cyberpunk 2077                    | CD Projekt Red      | Укладачі: Марцін Пшибилович та П. Т. Адамчик |

### Соло
| Рік  | Назва     | Примітки         |
| ---- | --------- | ---------------- |
| 2007 | Filmtales | Студійний альбом |